# Ostružiník dřípený
Ostružiník dřípený (Rubus laciniatus) je druh ostnatého popínavého keře z čeledi růžovitých, jeden z mnoha druhů ostružiníků, které se vyskytují a jsou pěstovány v Česku. V aktuální taxonomii je pro něho užíván latinský název Rubus nemoralis P.J.Müll.
U rostliny bylo od roku 1770 vyšlechtěno několik významných kultivarů, které jsou běžně pěstovány pro své plody. Původní je zřejmě v Evropě, byl ovšem introdukován i do Austrálie a Severní Ameriky. V USA a v Kanadě patří mezi plevely a invazivní druhy. Některými zdroji je považován za uměle vzniklý, kulturní druh.

## Popis
Ostružiník dřípený je opadavý trnitý keř dosahující výšky až tři metry. Od ostatních druhů ostružiníků se liší tvarem listů, které jsou dvakrát dlanitě zpeřené. Listy jsou zubovitě rozděleny a zakončeny ostrými trnitými výběžky. Květy mají růžové nebo bílé okvětní lístky. Plodem jsou ostružiny, které nejsou pravými plody, ale souplodí peckoviček. Plody dozrávají nerovnoměrně, často jsou na jedné větvi hned vedle sebe současně zralé, dozrávající i nezralé plody.

## Galerie

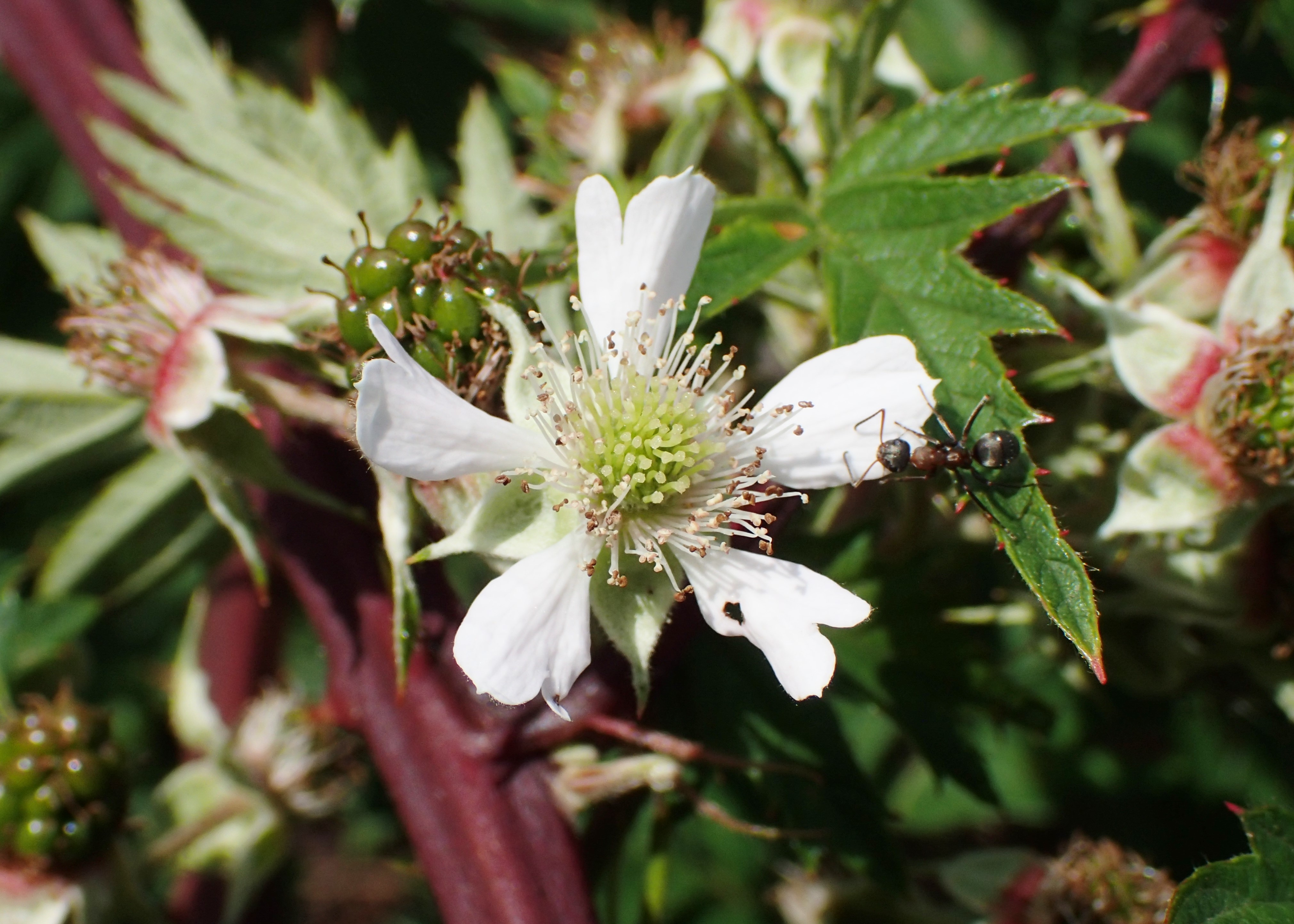
Květ
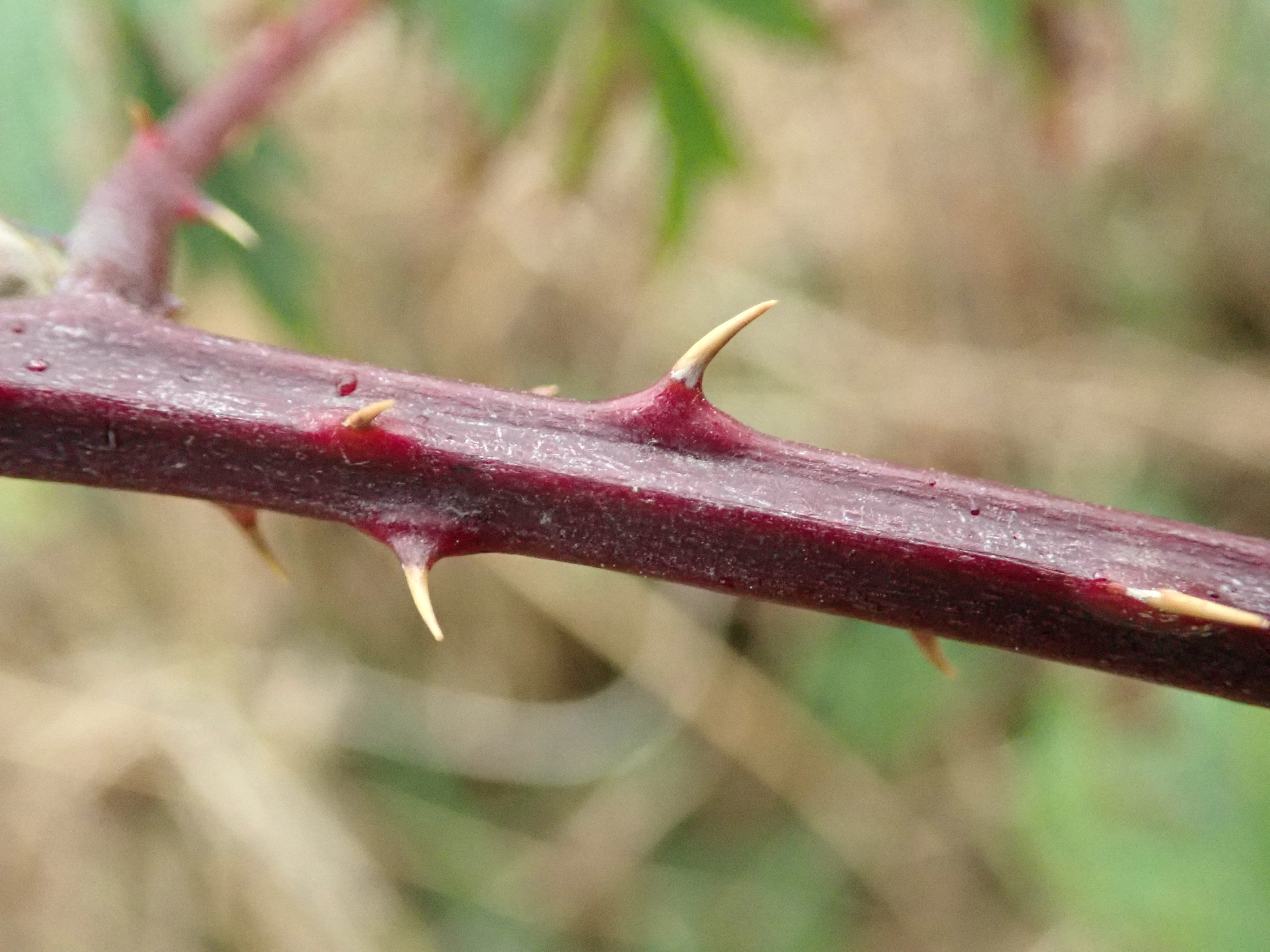
Trnitá větev
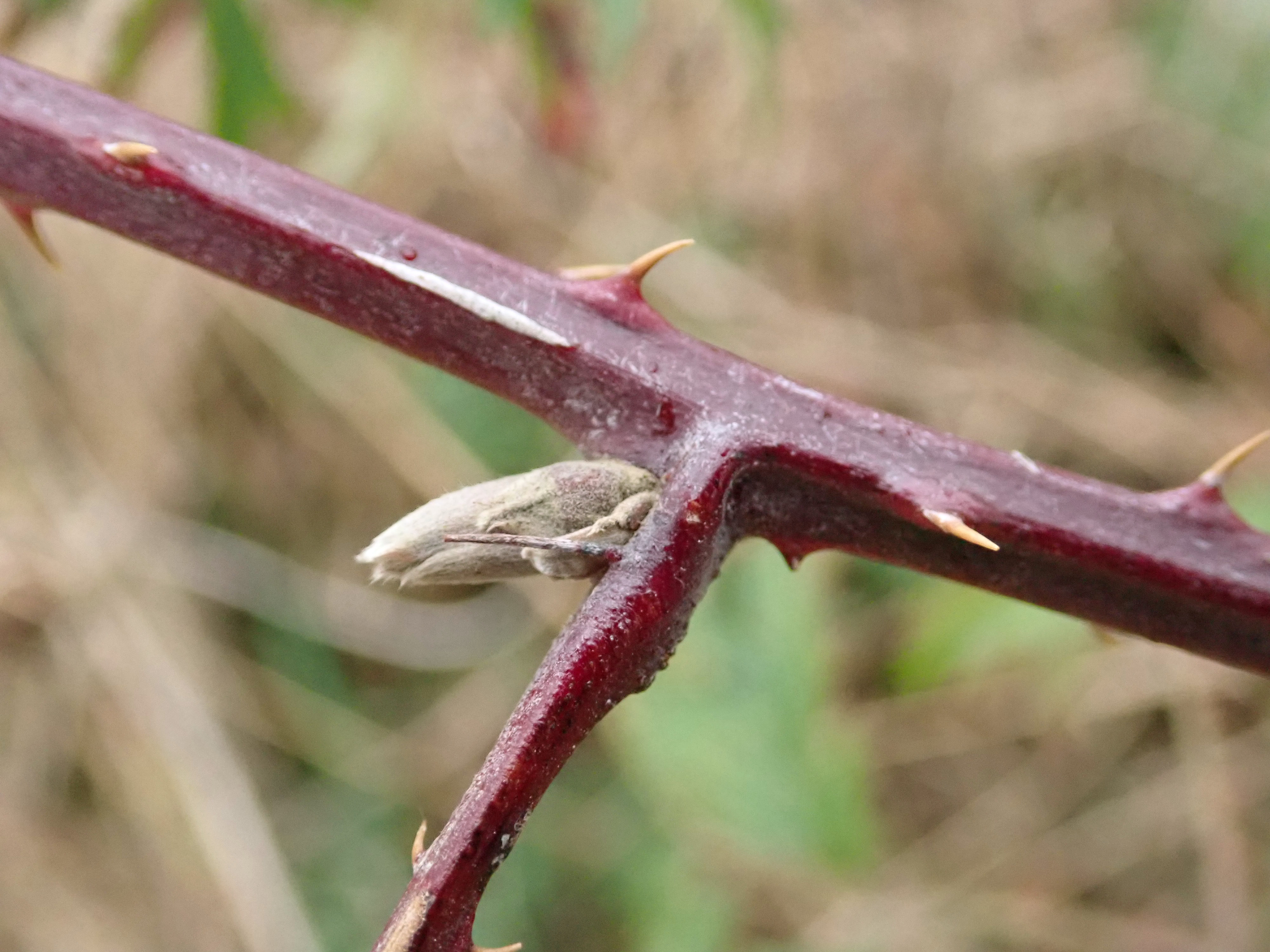
Pupen
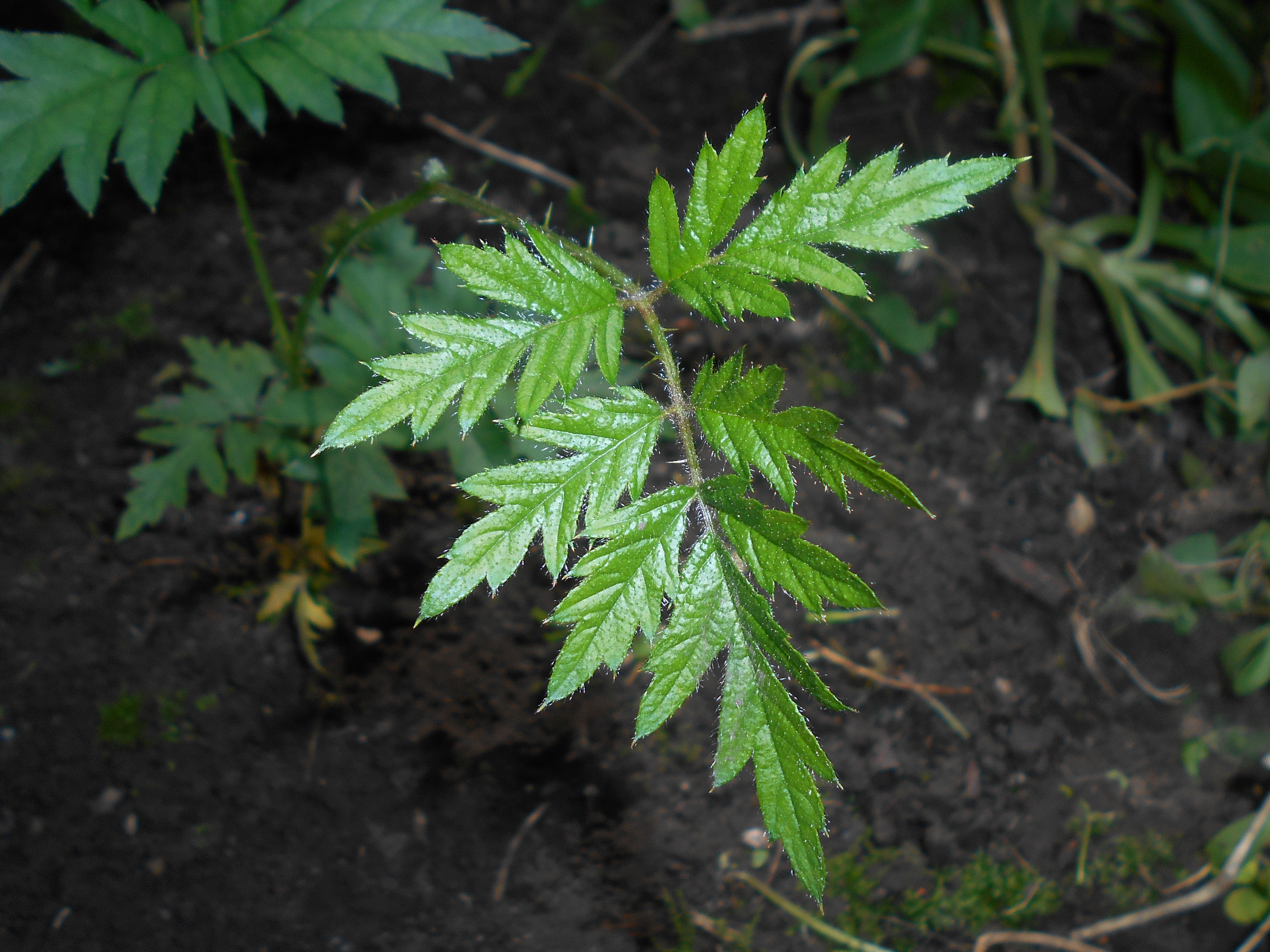
List
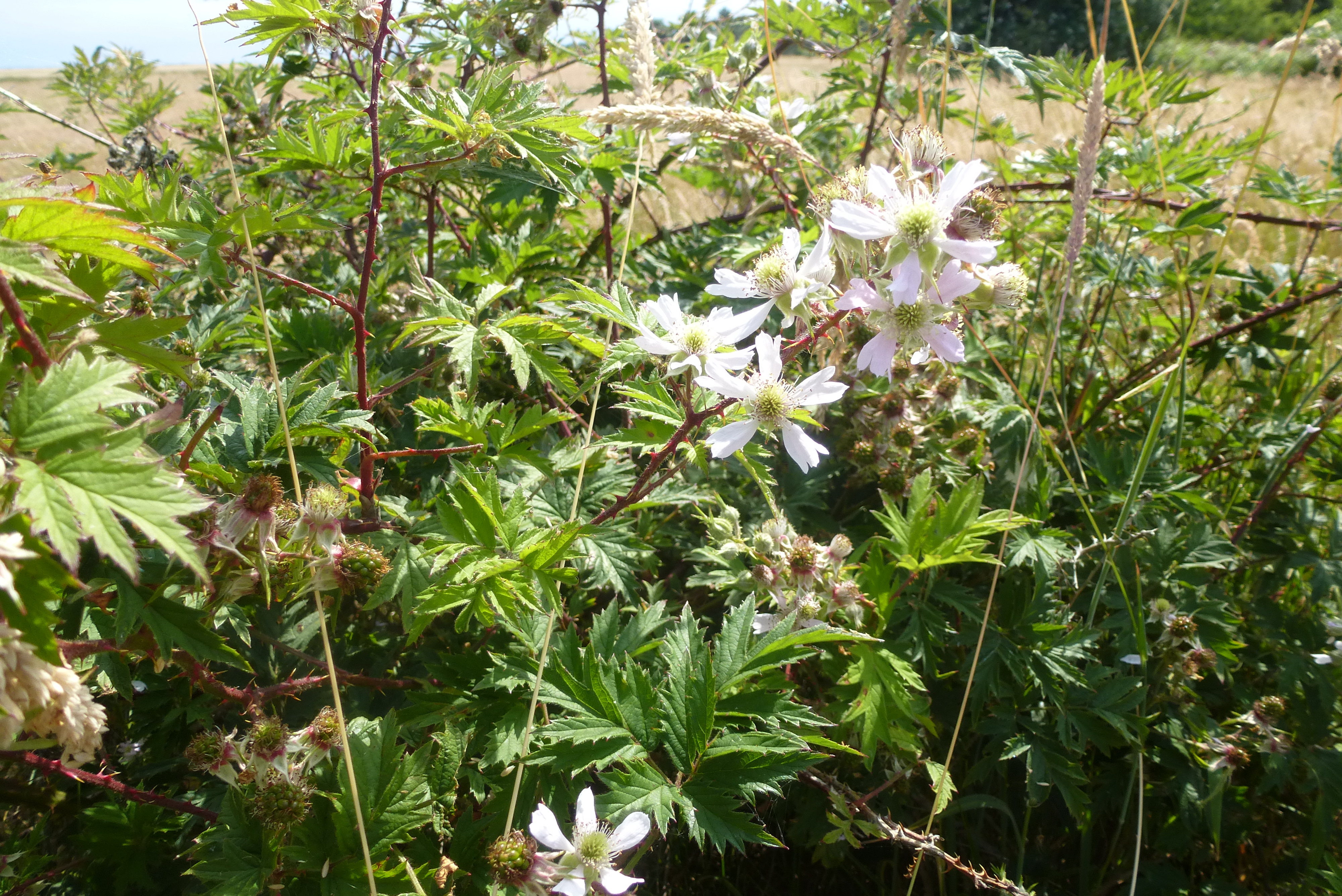
Listy a květy
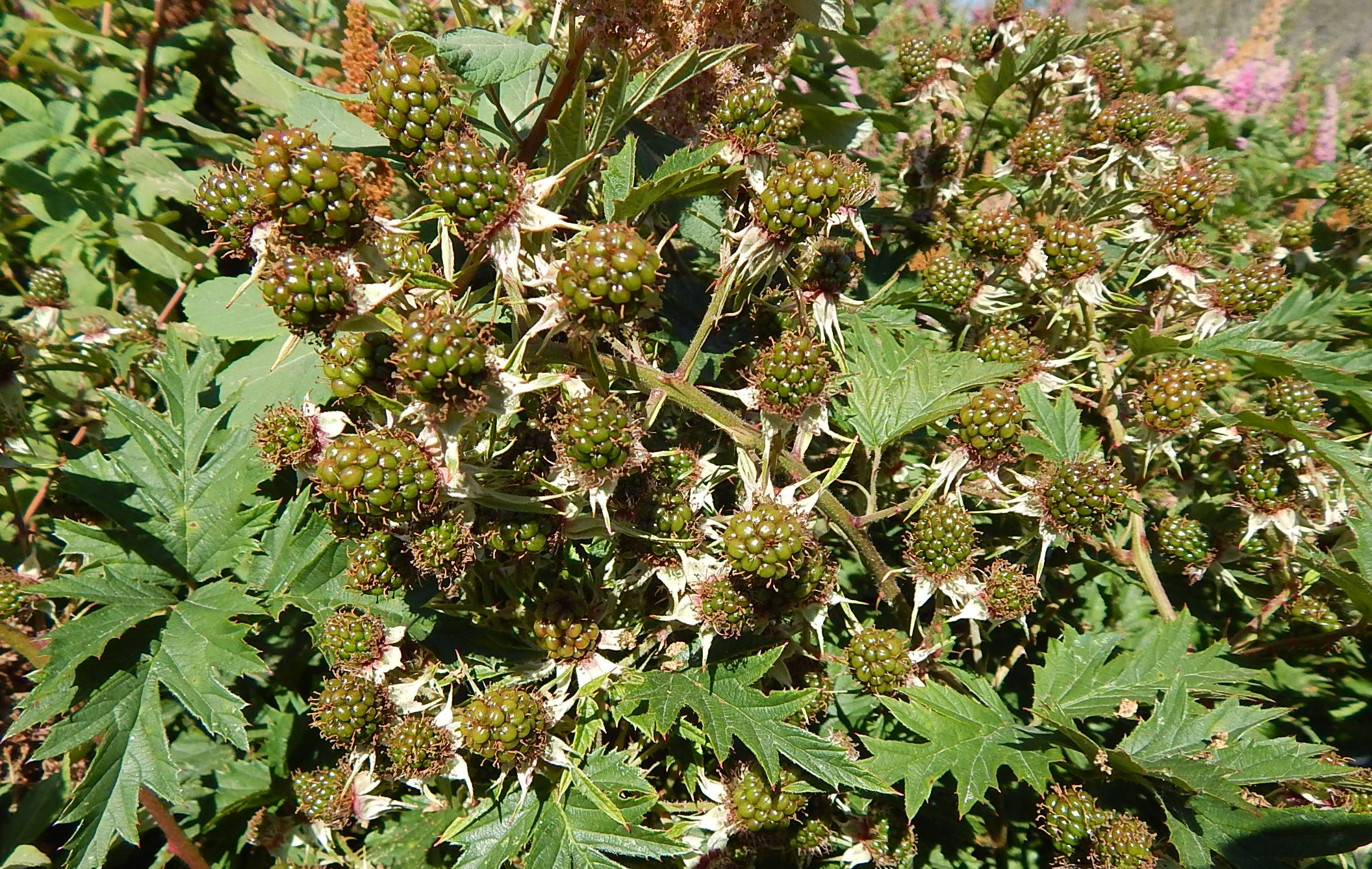
Nezralé plody
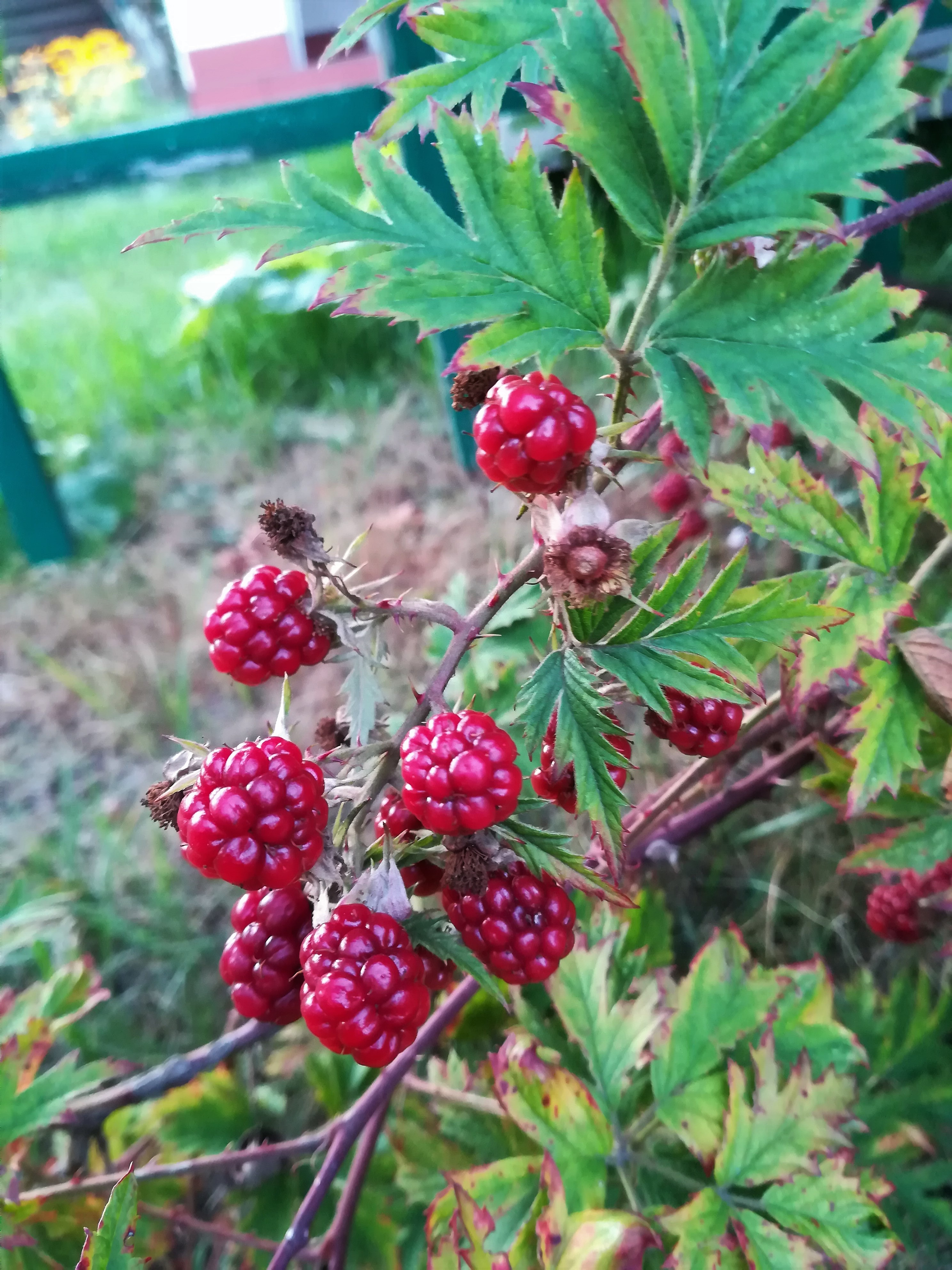
Dozrávající plody
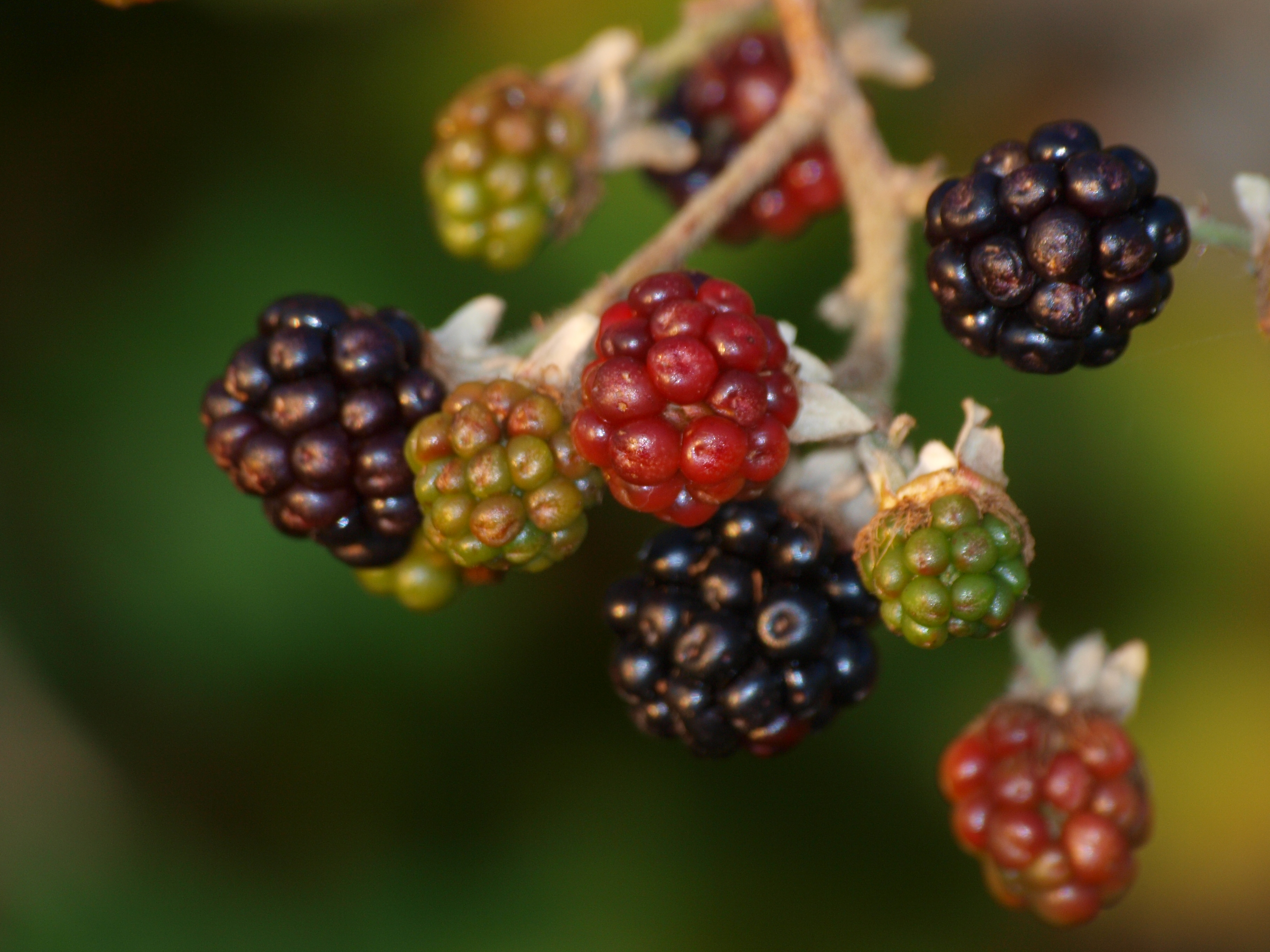
Různě zralé plody